# Військово-морська база

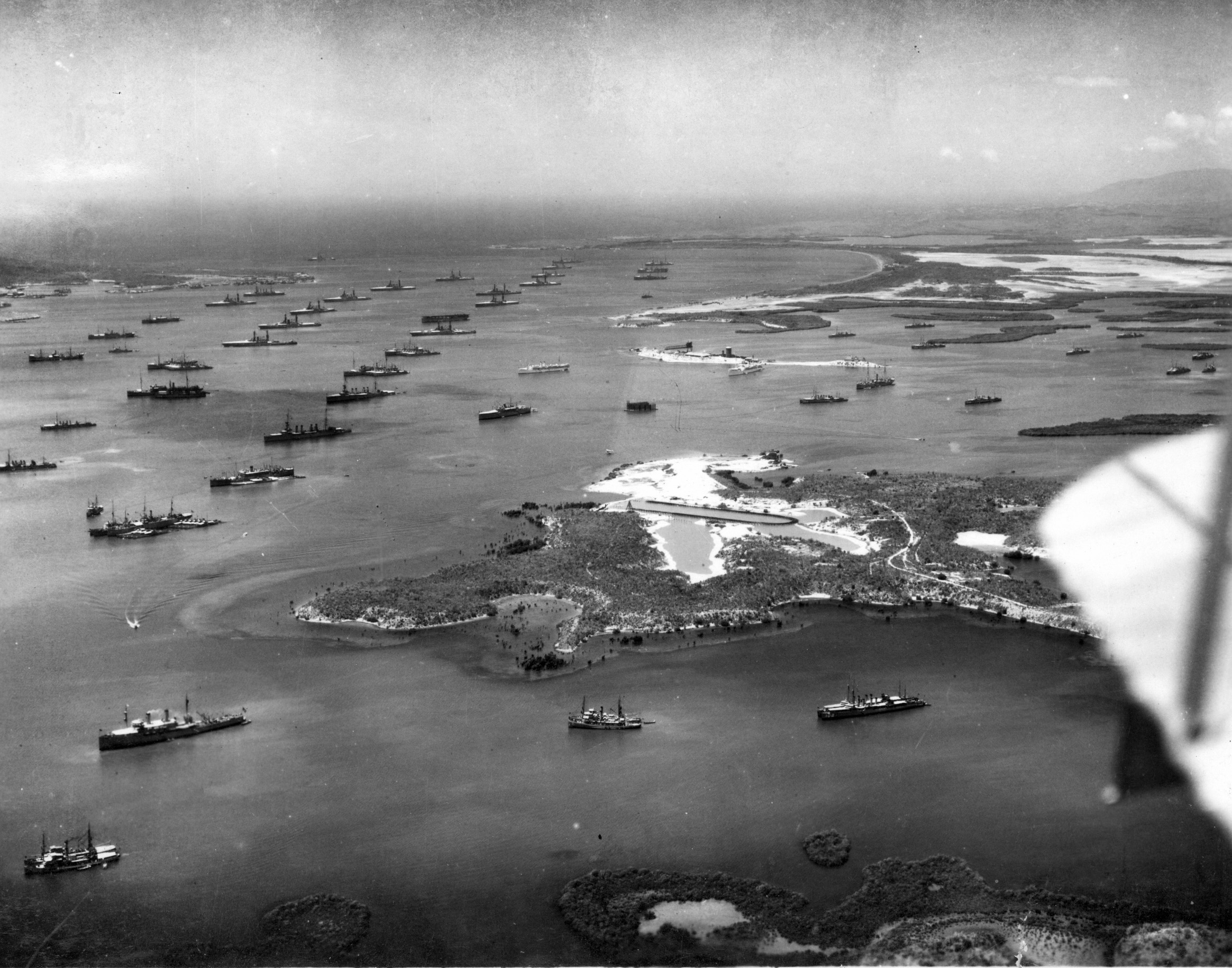
Військовий флот ВМС США на якірній стоянці на ВМБ Гуантанамо. Куба. 1927

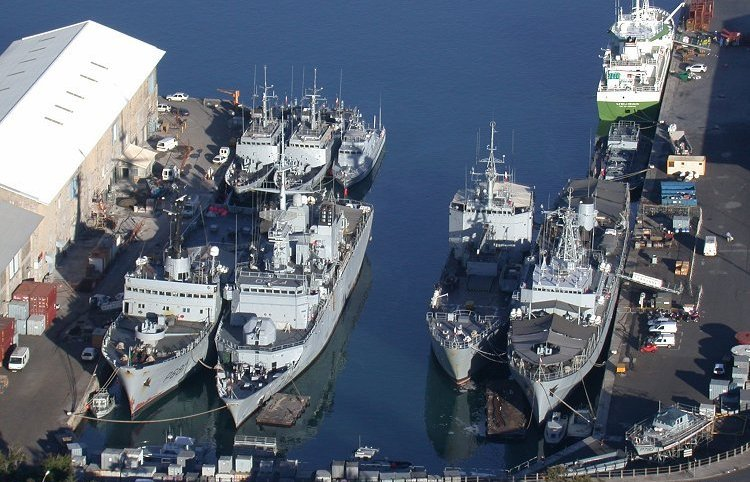
Французька військово-морська база в Реюньйоні

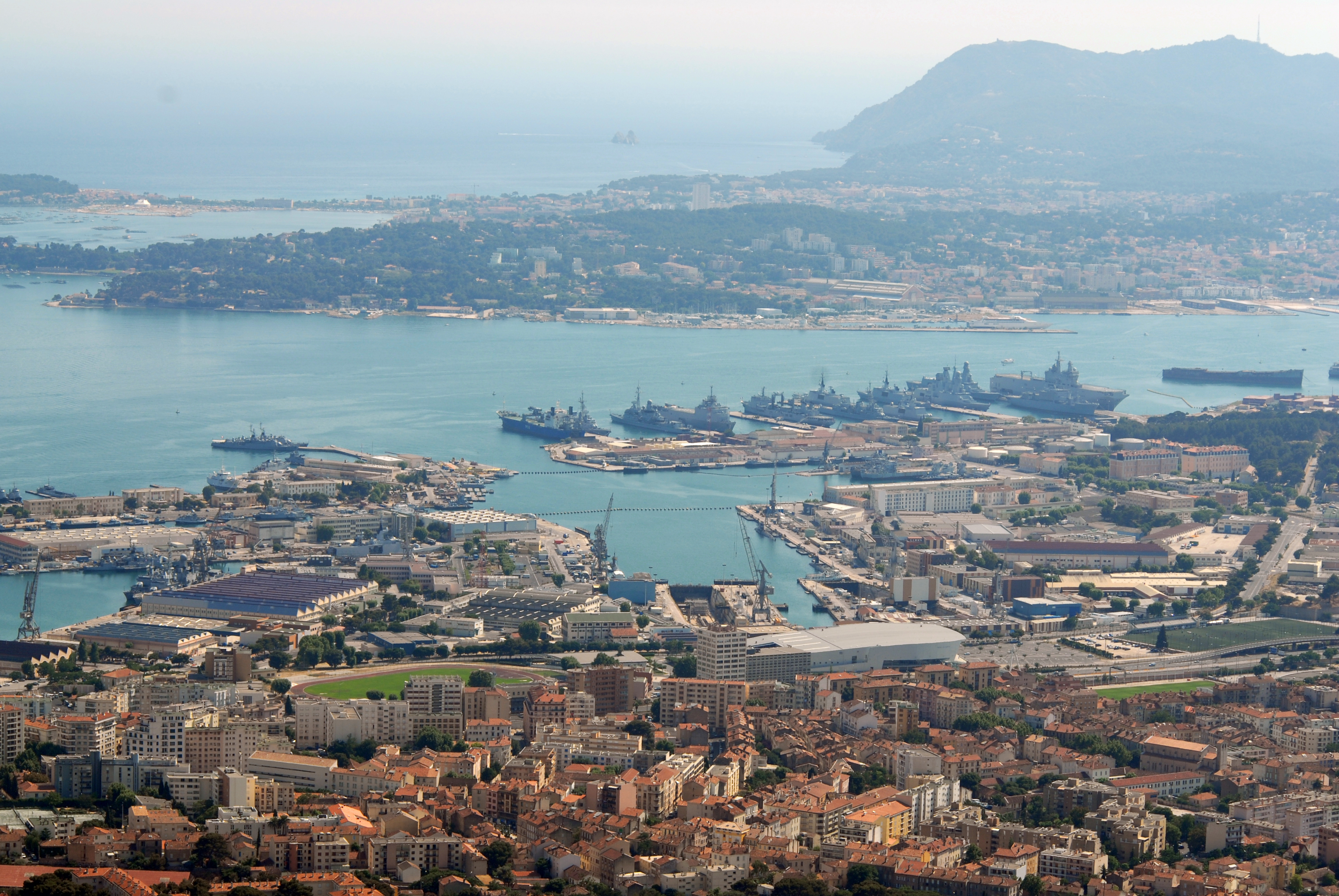
Військово-морська база в Тулоні.

Військо́во-морська́ ба́за (ВМБ) — різновид бази військової; обладнаний район узбережжя і прилеглої ділянки моря, що забезпечує дислокацію (зазвичай розосереджену) і широкий маневр сил військово-морського флоту. Військово-морська база повинна надавати усі види забезпечення силам, що базуються.

## Визначення
Може включати один або декілька пунктів базування, водний район і з'єднання, окремі частини і підрозділи, та засобами для їх оборони та охорони.
По тривалості перебування кораблів військово-морські бази поділяються на постійні і тимчасові.
По розташуванню відносно районів дії сил поділяються на передові, основні та тилові.
Також база військово-морська — це різнорідне з'єднання ВМФ, призначене для всебічного забезпечення сил флоту, що базуються і ведення бойових дій у встановленій зоні відповідальності (операційній зоні). До зони відповідальності ВМБ входять район (ділянка) морського узбережжя, що нею обороняється, обладнане пунктами базування, і прилеглий до узбережжя район моря у встановлених кордонах. Кордони операційної зони для кожної ВМБ визначаються залежно від її значення в системі базування флоту, покладених завдань і складу сил і засобів, що входять.
Для бойового, тилового і спеціального забезпечення сил флоту, що базуються, до складу ВМБ, як правило, входять з'єднання охорони водного району — протичовнові та протимінні кораблі і катери, ракетні, торпедні катери, частини (підрозділу) берегової оборони, тилу, зв'язку, спостереження тощо. Їх склад і чисельність визначаються покладеними на ВМБ завданнями.
У межах операційної зони ВМБ у зручних для стоянки кораблів місцях, як правило, обладнуються основні і маневрені пункти базування, а також пункти розосередженої стоянки кораблів. На прилеглій до пунктів базування території морського узбережжя заздалегідь готуються позиції частин (підрозділів) берегової оборони, розгортаються радіолокаційні і берегові гідроакустичні станції. Поруч влаштовуються ремонтні підприємства, склади і сховища, будуються різні будівлі та споруди для розміщення екіпажів кораблів, органів управління, спеціальних служб, тилових установ, сімей військовослужбовців тощо